# 鵜の田尾峠
鵜の田尾峠（うのたおとうげ）は、香川県東かがわ市西山から徳島県阿波市土成町吉田にまたがる峠である。

## 地理
かつて峠を越える道路は国道318号に指定されていたが、特に阿波市土成町吉田から東かがわ市兼弘間の7.2kmは見通し悪く、山間部特有の急カーブの連続、狭い道幅、冬季の凍結などがあり、交通の難所であったため、トンネルの必要性が認められ、1986年に完成した。
現在峠を越える旧道は崩壊の危険性があることから閉鎖され、通ることはできない。

## 歴史
- 1954年（昭和29年） - 主要地方道鴨島三本松線に指定、徳島県道2号・香川県道2号鴨島三本松線となる。
- 1970年（昭和45年） - 一般国道318号に指定。
- 1982年（昭和57年） - 鵜の田尾トンネル工事着工。
- 1986年（昭和61年） - 3月に鵜の田尾トンネル完成。

## 伝承
この峠にはいくつかの伝説がある。
昔、鵜を使って魚をとるのが上手な漁師がいた。漁師が峠で休憩していたら一人の旅僧がやってきて「漁師さん、あなたは長い間殺生をしてきたがもうやめなさい。年老いてから生物怨念に悩まされますよ」と説いた。漁師は「ごもっともですが、生業なので」といって持っていた団子を僧にすすめた。僧は「ありがとう」と言って団子を口にほうりこんだが、一口もかまずにグッとのみこむんだ。漁師はその異様な食べかたにゾッとするのを覚えたので、いそいで立ち上がり漁に向かう支度をはじめた。ところがふとみると僧がどこにもいなく、漁師は不思議に思ったが、そのままある池で漁をはじめた。ところが、鵜が突然、怪魚に襲われた。漁師は、格闘の末、怪魚をとらえ、持ち帰り腹をさくと、峠で僧に与えた団子が出てきた。峠の僧は、怪魚の化身だった。その後、漁師は、一切魚をとらなかったと言われている。この後、この峠が「鵜の峠（たわ）」と呼ばれるようになった。ちなみに峠の事を垰あるいは乢と書いて「たわ」や「たお」と読む事もあり、そこから来てる可能性がある。